# Neu-Kölln

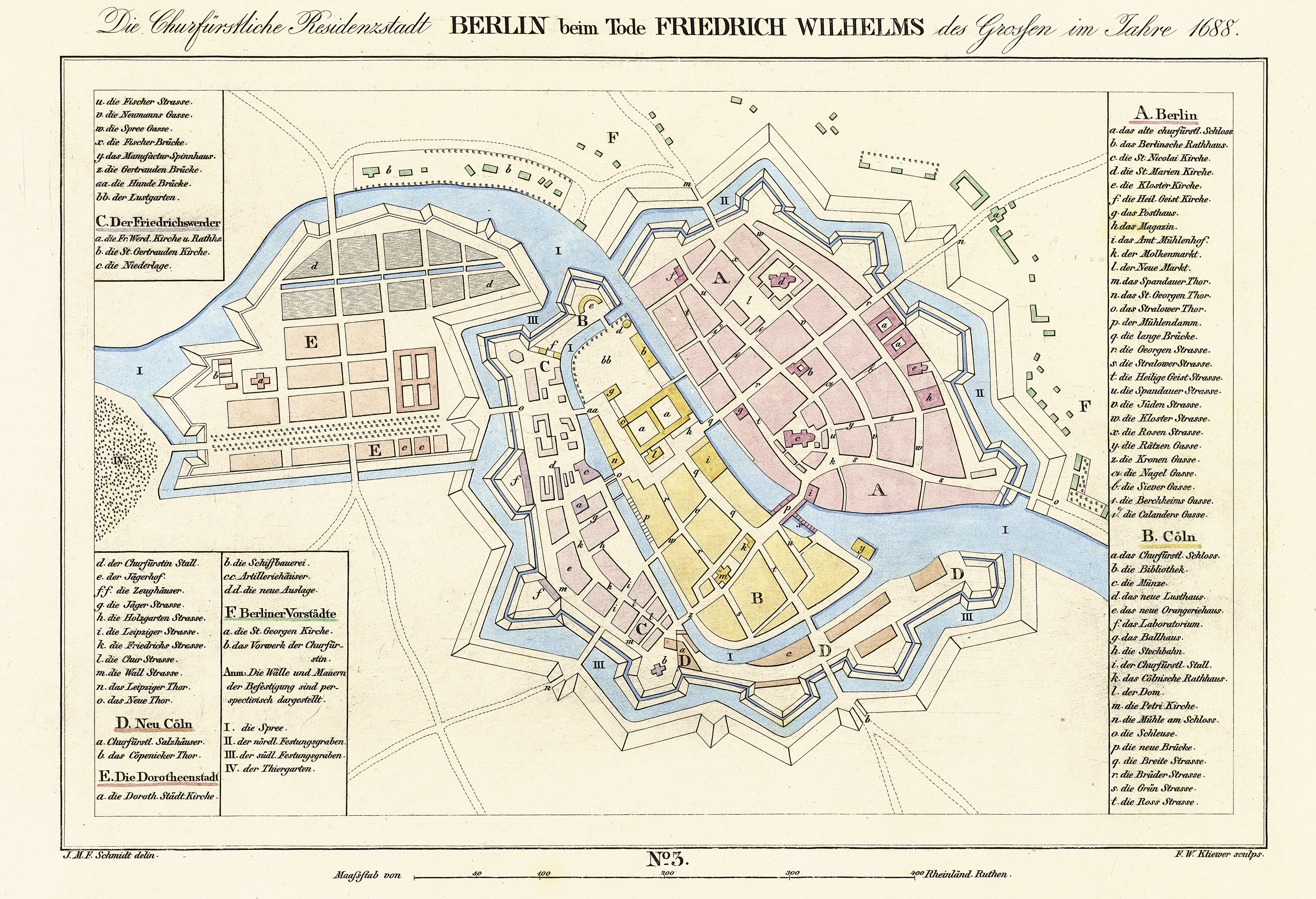
Neu-Kölln mit „D“ markiert, 1688

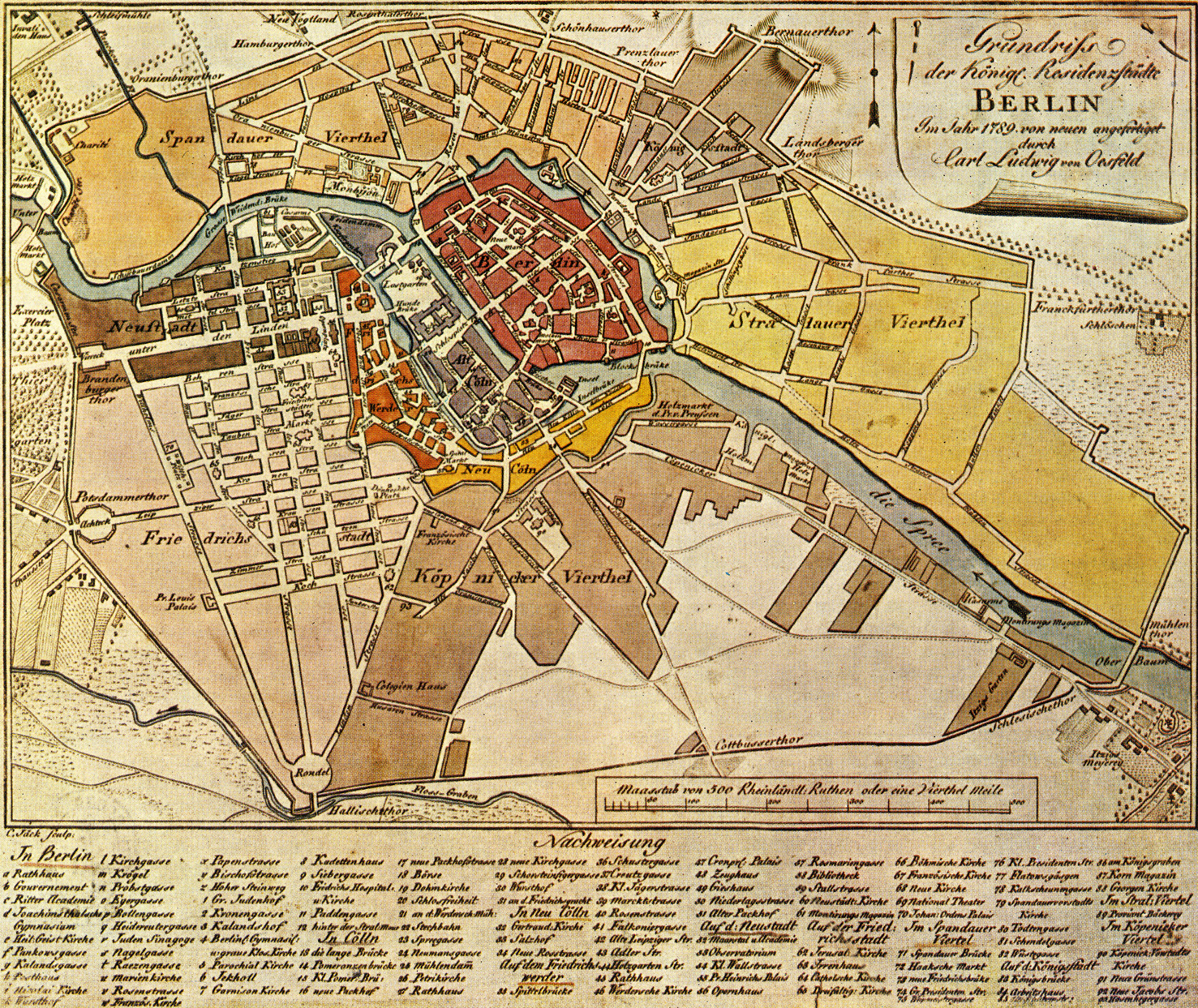
Neu-Kölln dunkelgelb markiert, 1789

Neu-Kölln (verschiedene Schreibvarianten auch mit „C“, zeitweise mit dem Zusatz „am Wasser“) ist ein historischer Stadtteil im heutigen Berliner Ortsteil Mitte. 1662 als Erweiterung von Kölln entstanden, war es zunächst ein Stadtviertel von Kölln und später ein eigener Stadtteil und heißt deswegen Neu-Kölln. Er ist nicht identisch mit dem weiter südöstlich gelegenen Ortsteil Berlin-Neukölln.

## Geographie
Neu-Kölln liegt südlich des Spreekanals. Die südliche Grenze bildet der 1883 zugeschüttete Festungsgraben (Grüner Graben), was heute noch teilweise am Verlauf von Grundstücksgrenzen zu erkennen ist. Im Süden grenzt Neu-Kölln heute an die Luisenstadt und im Westen an Friedrichswerder.
Zum nördlich gelegenen Stadtteil Alt-Kölln gibt es Verbindungen über die Alte und Neue Gertraudenbrücke, die Grünstraßen- und Roßstraßenbrücke sowie die Inselbrücke. Bis zu ihrem Abbruch im Jahr 1960 bestand mit der Waisenbrücke auch eine Verbindung zu Alt-Berlin.

## Geschichte

### Namenserläuterung
Als Stadterweiterung von Kölln erhielt das Viertel und spätere Stadtteil seinen Namen Neu-Kölln. Weitere Schreibweisen sind: Neu-Cölln, Neucölln, Neukölln und zeitweise mit dem Zusatz am Wasser.

### 1662–1945

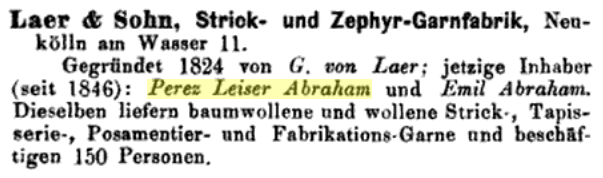
Perez Leiser Abraham in Handbuch der Leistungsfähigkeit der gesammten Industrie Deutschlands, 1873

Im Jahr 1662 wurden die mittelalterlichen Kernstädte Berlin und Kölln das erste Mal erweitert; im Süden, jenseits des Spreearms, um die 19 Hektar große Vorstadt Neu-Kölln, im Westen, ebenso jenseits des Spreearms, um den 26 Hektar großen Friedrichswerder. Das relativ kleine Neu-Kölln hatte nie den Status als Stadt erhalten, sondern wurde als Stadtteil von Kölln errichtet. Die nunmehr drei Städte, Berlin, Kölln und Friedrichswerder wurden zwischen 1658 und 1683 mit den Memhardtschen Festungsanlagen, nach Plänen und unter Aufsicht Memhardts, dann Nerings, umgeben.
Neu-Kölln verfügte zunächst nur über zwei von Nordosten nach Südwesten verlaufende Straßen: die Straße Neukölln am Wasser (heute: Märkisches Ufer) und die Straße Neukölln am Wall (heute: Wallstraße). Deren östlicher Teil hieß zunächst Siropsgasse nach der damals dort befindlichen Splitgerberschen Zuckerraffinerie, die sich zwischen Bastion IV (heute: Spittelmarkt) und Bastion VII (heute: Köllnischer Park) erstreckte. Die von Nordwesten nach Südosten verlaufende Neue Roßstraße, der verlängerten Roßstraße in Alt-Kölln, führte zum Köpenicker Tor und den Ausfallstraßen nach Köpenick und Dresden. 1740 kam die Neue Grünstraße dazu. 1800 bezog die Große National-Mutterloge „Zu den drei Weltkugeln“ ihr neues Domizil in der Splittgerbergasse. Das Grundstück befand sich an der Stelle der ehemaligen Bastionen VI und VII. Seit Mitte des 19. Jahrhunderts gibt es in Verlängerung der vom Mühlendamm kommenden Straße An der Fischerbrücke mit der Inselstraße eine Verbindung zur Köpenicker Straße.
Im 19. Jahrhundert entstanden große Geschäftshäuser an der Wallstraße, wie der Firmensitz von Ravené oder der Spindlershof und seit 1868 hatte das Köllnische Gymnasium nach Jahren in provisorischen Quartieren an der Ecke zur Inselstraße ein eigenes Haus bekommen. 1873 wurde am nordöstlichen Ende von Neu-Kölln der Köllnische Park angelegt in dem von 1901 bis 1907 nach Plänen von Ludwig Hoffmann das Märkische Museum errichtet wurde. Die 1913 vom U-Bahnhof Spittelmarkt zum U-Bahnhof Nordring (heute: Schönhauser Allee) verlängerte U-Bahn-Linie A (heute: Linie U2) erhielt eine Station in Neu-Kölln, den U-Bahnhof Inselbrücke (heute: Märkisches Museum).
Im Zweiten Weltkrieg wurde Neu-Kölln bei alliierten Luftangriffen nicht so schwer zerstört, wie der unmittelbar südlich angrenzende Teil der Luisenstadt. Dennoch büßte das Köllnische Gymnasium zwei Drittel seines Schulgebäudes ein und am Märkischen Museum ging der komplette Nordflügel verloren.

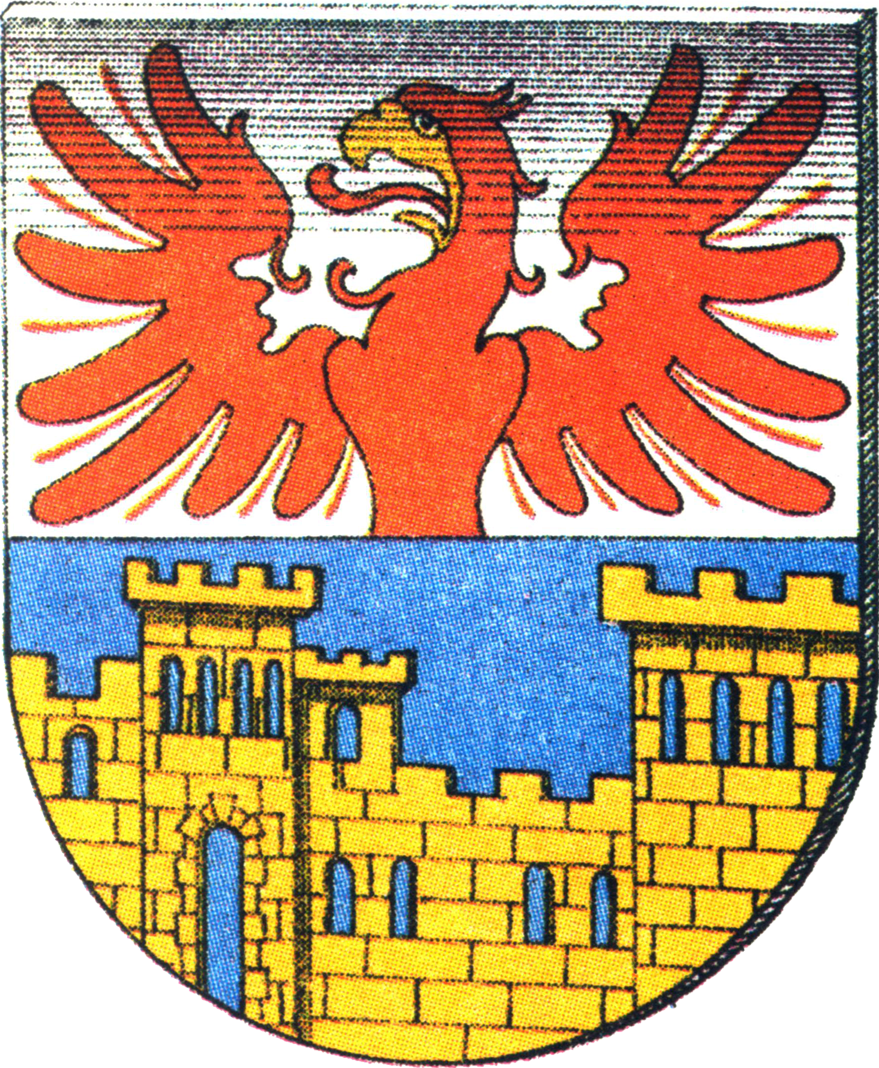
Wappen Neu-Köllns am Wasser

### 1945 bis heute
Ende der 1960er Jahre entstand am Märkischen Ufer eine sogenannte Traditionsinsel, in dem Kriegslücken aufgefüllt wurden mit Rekonstruktionen von Häusern, die anderswo abgebrochen worden waren. So kamen das Ermelerhaus aus der Breiten Straße 11 und das Bürgerhaus Friedrichsgracht 15 ans Märkische Ufer. Auf dem Gelände der Loge „Zu den drei Weltkugeln“ wurden Mitte der 1960er Jahre zwei Schulen mit Turnhallen errichtet.
Seit den 1980er Jahren stehen an der Wallstraße zwei für DDR-Verhältnisse ungewöhnliche Wohnhäuser: zum einen ein Plattenbau mit einer „runden Ecke“ am Spittelmarkt und des Weiteren ein traditionell aus Mauerwerk errichtetes, sehr differenziert gegliedertes Gebäude an der Grünstraßenbrücke. In letzterem hatte Walter Womacka sein Atelier. Nach 1990 wurden die meisten Kriegslücken neu bebaut.

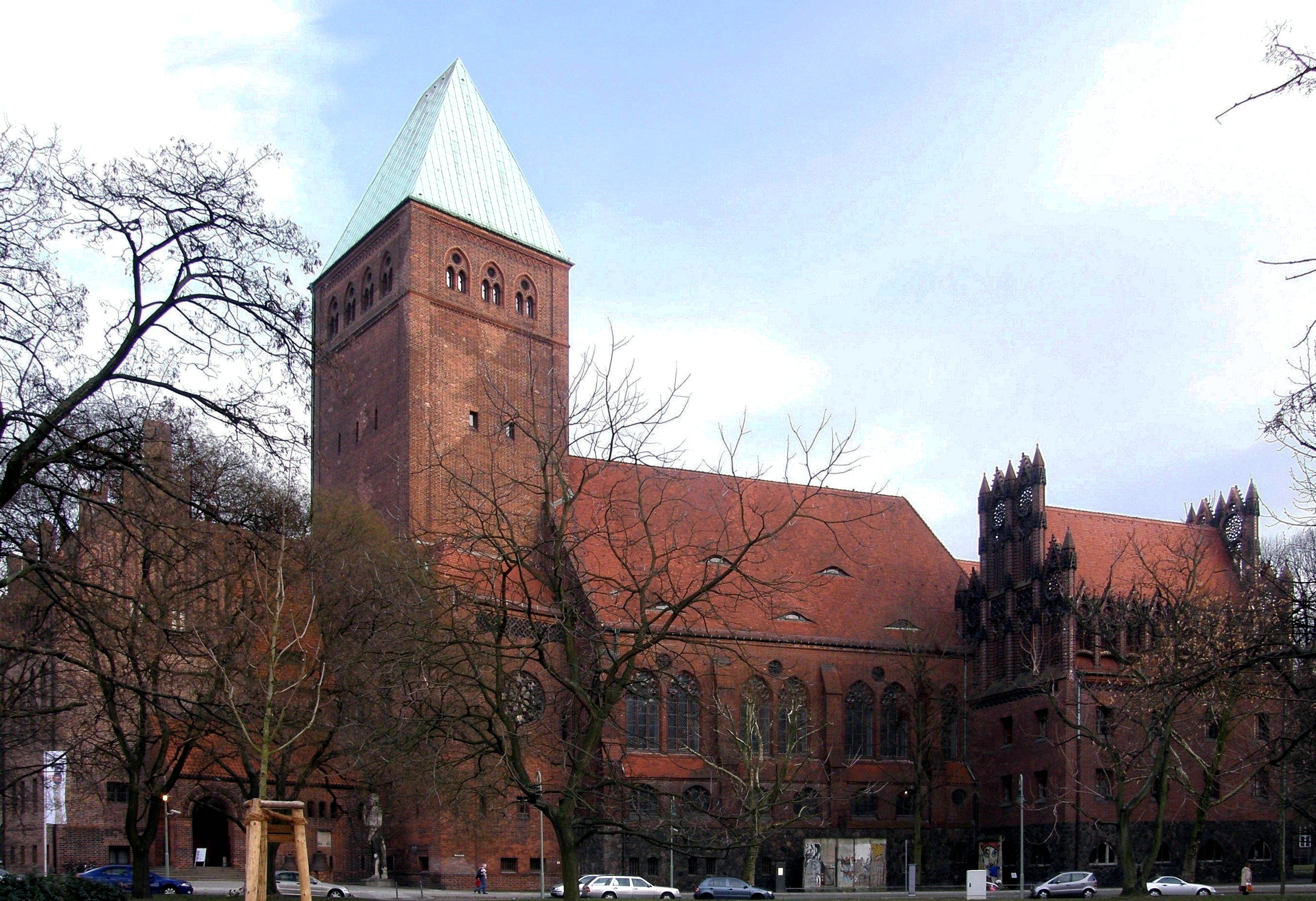
Märkisches Museum
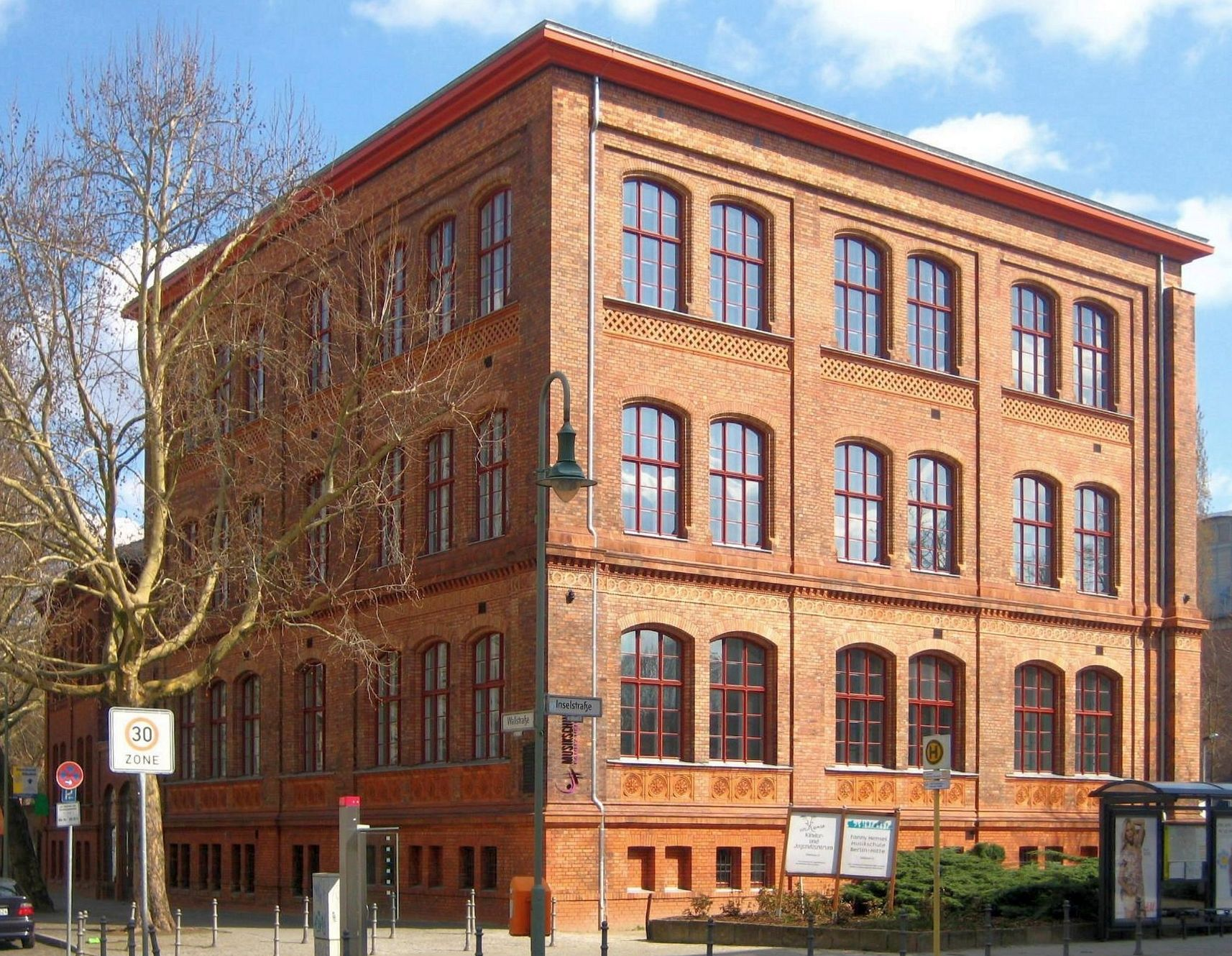
Fragment des Schulgebäudes des ehemaligen Köllnischen Gymnasiums
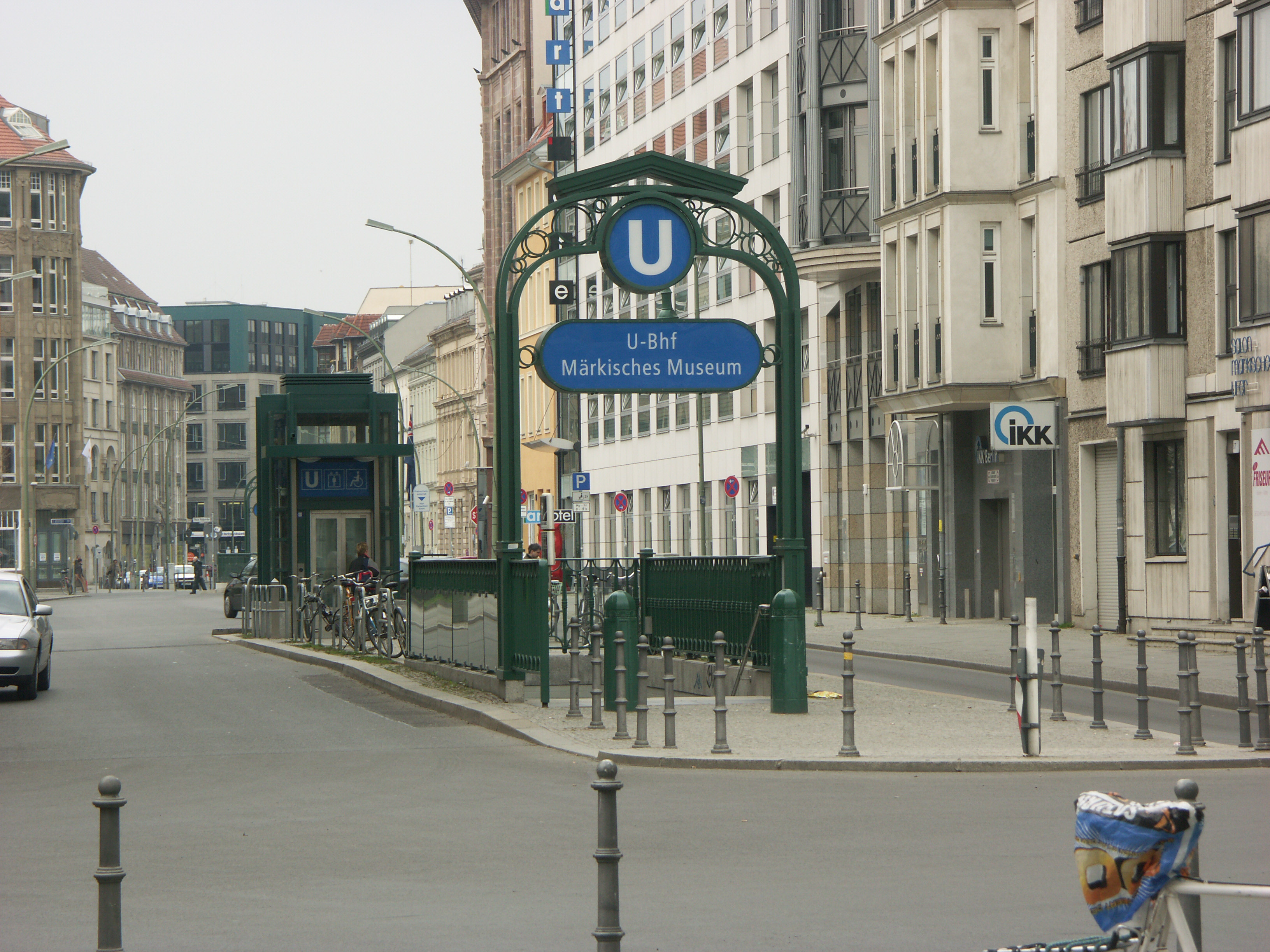
U-Bahnhof Märkisches Museum, früher Inselbrücke
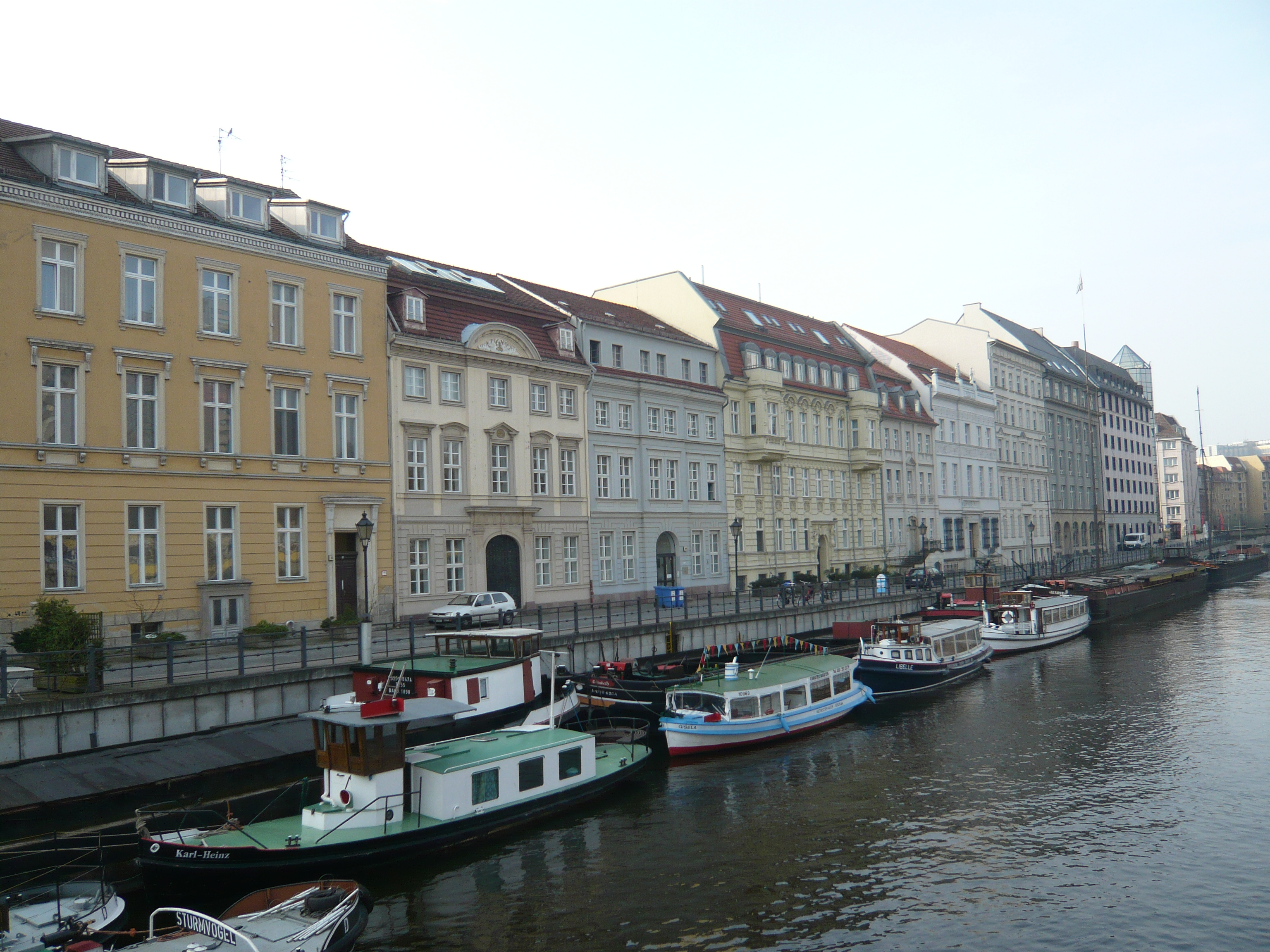
Traditionsinsel Märkisches Ufer

## Kultur

### Museen
Seit 1907 gibt es das Märkische Museum in Neu-Kölln. Das Museum gehört heute zur Stiftung Stadtmuseum Berlin und ist einer von insgesamt fünf Museumsstandorten. In den kommenden Jahren ist eine Generalsanierung des ehemaligen Stammhauses und eine Erweiterung um das benachbarte Marinehaus geplant.
An der Inselbrücke betreibt die Berlin-Brandenburgische Schifffahrtsgesellschaft e. V. den Historischen Hafen. Es gibt ein Ausstellungsschiff und mehrmals jährlich Rundfahrten mit historischen Schiffen.

### Historische Bauten
Es gibt 27 Einzeldenkmale in Neu-Kölln und darüber hinaus noch Denkmalensembles und eine Gesamtanlage.